# 카이세리 에르지예스스포르
카이세리 에르지예스스포르는 튀르키예의 축구 클럽으로 1966년에 창단되었다. 연고지는 튀르키예 중부에 있는 카이세리이다. 이 클럽은 1966년부터 2004년까지 카이세리스포르로 알려져 있었다. 2004년에 명칭을 바꾸고 독자적인 클럽으로 탄생하였다. 2006-07시즌에 에르지예스스포르가 리그 17위를 기록하며 강등되었지만, 2007년의 튀르키예 쿠파스 결승전 진출로 UEFA컵 2007-08시즌에 출전하게 되었다.

## 리그 참가
- 1966-1973 : TFF 1. 리그
- 1973-1975 : 쉬페르리그
- 1975-1979 : TFF 1. 리그
- 1979-1980 : 쉬페르리그
- 1980-1985 : TFF 1. 리그
- 1985-1986 : 쉬페르리그
- 1986-1989 : TFF 1. 리그
- 1989-1991 : TFF 2. 리그
- 1991-1992 : TFF 1. 리그
- 1992-1996 : 쉬페르리그
- 1996-1997 : TFF 1. 리그
- 1997-1998 : 쉬페르리그
- 1998-2005 : TFF 1. 리그
- 2005-2007 : 쉬페르리그
- 2007-현재 : TFF 1. 리그

## 역대 성적
- 튀르키예 쿠파스 준우승 : 1

2007

## 역대 감독
| 감독              | 임기        |
| ----------------- | ----------- |
| 오우즈 체틴       | 2004        |
| 뷜렌트 코르크마즈 | 2006        |
| 베르너 로란트     | 2006 ~ 2007 |
| 뷜렌트 코르크마즈 | 2014 ~ 2015 |